# Trapeang Sala Khang Kaeut
Trapeang Sala Khang Kaeut es una comuna (khum) del distrito de Banteay Meas, en la provincia de Kompot, Camboya. En marzo de 2008 tenía una población estimada de 3979 habitantes.
Se encuentra ubicada al sur del país, a escasa distancia de los montes Cardamomo, del parque nacional de Preah Monivong, de la costa del golfo de Tailandia y de la frontera con Vietnam.